# Catedral del Espíritu Santo (Bismarck)
La Catedral del Espíritu Santo  (en inglés: Cathedral of the Holy Spirit) Es una catedral de la iglesia católica situada en Bismarck, Dakota del Norte en Estados Unidos. Es la sede de la diócesis de Bismarck.
La catedral era el sueño del primer obispo de Bismarck, Vincent Wehrle, O.S.B., que tenía una devoción especial al Espíritu Santo y quería que la iglesia también sirviera como un santuario al Espíritu Santo. Obtuvo la propiedad en 1917 y contrató al arquitecto Anton Dohman de Milwaukee en 1921 para diseñar la catedral. Proporcionó dos diseños diferentes, el primero era similar a la iglesia en la abadía de la asunción en Richardton, Dakota del Norte. La Gran Depresión impidió la construcción de la iglesia hasta 1941.
El segundo obispo de Bismarck, Vincent Ryan, contrató al arquitecto de Fargo William F. Kurke, que había ayudado a diseñar el edificio del Capitolio de Dakota del Norte, para diseñar la nueva catedral. Su diseño era similar al segundo diseño de Dohman. El inicio de la construcción para el edificio de estilo art déco se inició en septiembre de 1941. El edificio está compuesto de hormigón monolítico, y se cree que es la única catedral de estilo art déco en los Estados Unidos. La iglesia se abrió en agosto de 1945, pero su decoración interior y algunos de sus muebles fueron agregados en años posteriores. Una renovación de 1992 a 1993 agregó un espacio para reuniones.

## Véase también

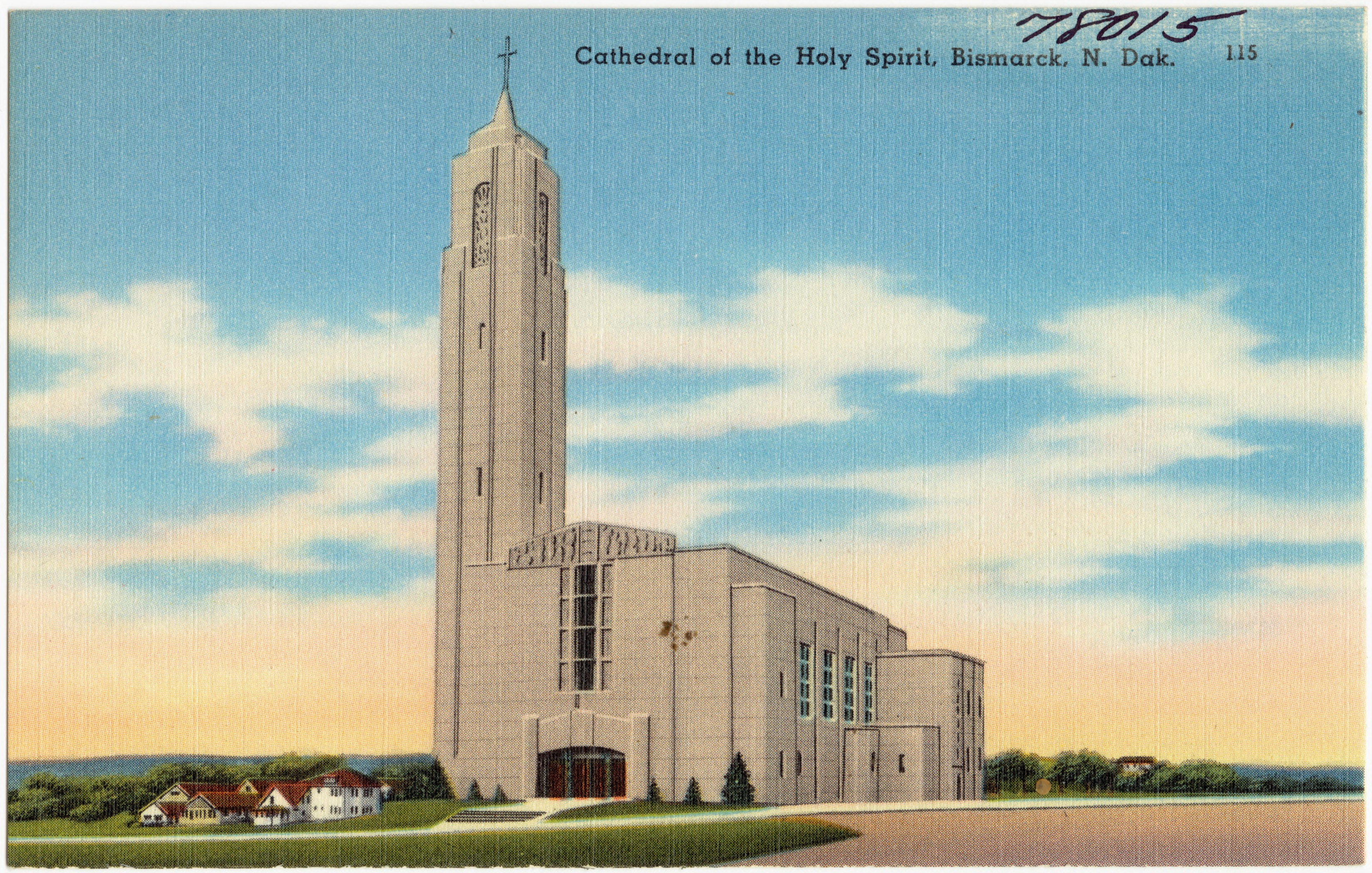
Vista de la catedral en una tarjeta postal de entre 1930 y 1945